# تیمو
تیمو یک نام مردانه است. عمدتاً در جوامع فنلاندی، استونیایی، هلندی و آلمانی استفاده می شود. ممکن است به عنوان مخفف تیموتی استفاده شود.

## هنر و سرگرمی
- تیمو آلاکوتیلا (متولد ۱۹۵۹)، نوازنده فنلاندی
- تیمو آندرس (متولد ۱۹۸۵)، آهنگساز و پیانیست آمریکایی
- تیمو بلانک (متولد ۱۹۶۲)، موسیقی‌دان آلمانی
- تیمو بول (متولد ۱۹۸۱)، بازیکن تنیس روی میز آلمانی
- تیمو بورتولتی (۱۸۸۹–۱۹۵۱)، مجسمه‌ساز ایتالیایی
- تیمو برونکه (متولد ۱۹۷۲)، شاعر اسلم آلمانی
- تیمو دسکمپس (متولد ۱۹۸۶)، هنرپیشه و موسیقی‌دان بلژیکی
- تیمو الیس (متولد ۱۹۷۰)، موسیقی‌دان و تهیه‌کننده موسیقی آمریکایی
- تیمو پینی هویجاوس (متولد ۱۹۸۲)، خواننده رپ فنلاندی
- تیمو یورکا (متولد ۱۹۶۳)، بازیگر فنلاندی
- تیمو کاهیلینن (متولد ۱۹۶۳)، بازیگر فنلاندی
- تیمو کالن (متولد ۱۹۶۶)، مجسمه‌ساز آلمانی و هنرمند رسانه‌ای
- تیمو کوجو (متولد ۱۹۵۳)، خواننده فنلاندی
- تیمو کویوسالو (متولد ۱۹۶۳)، بازیگر، نویسنده و موسیقی‌دان فنلاندی
- تیمو کورهونن (متولد ۱۹۶۴)، نوازنده گیتار کلاسیک فنلاندی
- تیمو کوسکینن (متولد ۱۹۶۵)، پیانیست کلاسیک فنلاندی
- تیمو کوتیپلتو (متولد ۱۹۶۹)، خواننده فنلاندی متال
- تیمو لاویکاینن (متولد ۱۹۷۲)، بازیگر فنلاندی
- تیمو ماس (متولد ۱۹۶۹)، موسیقیدان الکترونیک و دی جی آلمانی
- Timo K. Mukka (1944–1973)، رمان‌نویس فنلاندی
- تیمو پارولا (متولد ۱۹۶۴)، نویسنده فنلاندی کودک
- تیمو رایزنن (متولد ۱۹۷۹)، موسیقی‌دان سوئدی
- تیمو راوتیاینن (نوازنده) (متولد ۱۹۶۳)، خواننده فنلاندی متال
- تیمو رز (متولد ۱۹۷۷)، فیلمساز و رپر آلمانی
- تیمو سالمینن (متولد ۱۹۵۲)، فیلمبردار فنلاندی
- تیمو تولکی (متولد ۱۹۶۶)، نوازنده متال فنلاندی
- تیمو توتس (متولد ۱۹۸۲)، هنرمند استونیایی
- تیمو توریککا (متولد ۱۹۵۸)، هنرپیشه فنلاندی
- تیمو وورنسولا (متولد ۱۹۷۹)، کارگردان و بازیگر فنلاندی

## سیاست و حکومت
- تیمو آنجلوف (۱۸۸۲–۱۹۰۳)، انقلابی مقدونیه
- تیمو کالی (متولد ۱۹۴۷)، سیاستمدار فنلاندی
- تیمو لانینن (متولد ۱۹۵۴)، سیاستمدار فنلاندی
- تیمو سوئینی (متولد ۱۹۶۲)، سیاستمدار فنلاندی

## علم و دانشگاه
- تیمو آیراکسینن (متولد ۱۹۴۷)، فیلسوف فنلاندی
- تیمو هانای (متولد ۱۹۶۸)، نویسنده و تاجر علمی انگلیسی
- تیمو هونکلا (متولد ۱۹۶۲)، دانشمند فنلاندی اطلاعات
- تیمو جونسو (متولد ۱۹۵۷)، انکولوژیست فنلاندی
- تیمو کیویماکی (متولد ۱۹۶۲)، دانشمند علوم سیاسی فنلاندی
- تیمو ماران (متولد ۱۹۷۵)، زیست شناس و شاعر استونیایی
- تیمو مینهارت (متولد ۱۹۷۲)، روانشناس آلمانی و اقتصاددان تجاری
- تیمو پنتیلا (۱۹۳۱–۲۰۱۱)، معمار فنلاندی
- تیمو سانتالاینن (متولد ۱۹۴۶)، استاد بازرگانی و مشاور فنلاندی
- تیمو پنتیلا (۱۹۲۶–۲۰۰۶)، طراح، مجسمه‌ساز و استاد فنلاندی
- تیمو سیراینن (متولد ۱۹۷۹)، برنامه نویس و دانشمند فنلاندی
- تیمو تراسویرتا (متولد ۱۹۴۱)، اقتصاددان فنلاندی
- تیمو ویهاواینن (متولد ۱۹۴۷)، مورخ فنلاندی و استاد مطالعات روسی

## ورزش ها

### فوتبال انجمن
- تیمو آخنباخ (متولد ۱۹۸۲)، مدافع آلمانی
- تیمو آسکولین (متولد ۱۹۵۱)، مدیر فنلاندی
- تیمو باومگارتل (متولد ۱۹۹۶)، مدافع آلمانی
- تیمو بیرمن (متولد ۱۹۹۰)، مدافع آلمانی
- تیمو برائر (متولد ۱۹۹۰)، هافبک آلمانی
- تیمو چچن (متولد ۱۹۹۴)، هافبک آلمانی
- تیمو فوروهولم (متولد ۱۹۸۷)، مهاجم فنلاندی
- تیمو گبهارت (متولد ۱۹۸۹)، هافبک آلمانی
- تیمو هامل (متولد ۱۹۸۷)، دروازه بان آلمانی
- تیمو هاینزه (متولد ۱۹۸۶)، مدافع آلمانی
- تیمو هیلدبراند (متولد ۱۹۷۹)، دروازه بان آلمانی
- تیمو هورن (متولد ۱۹۹۳)، دروازه بان آلمانی
- تیمو کرن (متولد ۱۹۹۰)، هافبک آلمانی
- تیمو کونرت (متولد ۱۹۸۷)، هافبک آلمانی
- تیمو لانگ (متولد ۱۹۶۸)، هافبک و مربی آلمانی
- تیمو لشرت (متولد ۱۹۹۳)، مدافع هلندی
- تیمو لیکوسکی (متولد ۱۹۴۲)، دروازه بان و مربی فنلاندی
- تیمو ناگی (متولد ۱۹۸۳)، هافبک آلمانی
- تیمو نوملین (متولد ۱۹۴۸)، فوتبالیست فنلاندی و بازیکن هاکی روی یخ
- تیمو اوچس (متولد ۱۹۸۱)، دروازه بان آلمانی
- تیمو پرتل (متولد ۱۹۸۹)، مدافع وینگر آلمانی
- تیمو پلاتل (متولد ۱۹۹۴)، دروازه بان هلندی
- تیمو رویس (متولد ۱۹۷۴)، دروازه بان آلمانی
- تیمو روست (متولد ۱۹۷۸)، هافبک آلمانی
- تیمو روتگر (متولد ۱۹۸۵)، وینگر آلمانی
- تیمو شونمن (متولد ۱۹۷۳)، مهاجم و سرمربی آلمانی متولد اندونزی
- تیمو شولتز (متولد ۱۹۷۷)، هافبک و مربی آلمانی
- تیمو استافلد (متولد ۱۹۸۴)، هافبک آلمانی
- تیمو اوستر (متولد ۱۹۷۴)، مدافع گامبیایی
- تیمو ونزل (متولد ۱۹۷۷)، مدافع آلمانی
- تیمو ورنر (متولد ۱۹۹۶)، مهاجم آلمانی
- تیمو زانلایتر (متولد ۱۹۴۸)، هافبک و سرمربی آلمانی

### هاکی روی یخ
- تیمو آهمائوجا (متولد ۱۹۷۸)، مدافع فنلاندی
- تیمو بلومکویست (متولد ۱۹۶۱)، مدافع فنلاندی
- تیمو هلبلینگ (متولد ۱۹۸۱)، مدافع سوئیسی
- تیمو هیروونن (۱۹۷۳-۲۰۲۳)، وینگر فنلاندی
- تیمو جوتیلا (متولد ۱۹۶۳)، مدافع فنلاندی
- تیمو کوسکلا (متولد ۱۹۷۹)، وینگر فنلاندی
- تیمو لاتینن (متولد ۱۹۴۷)، بازیکن و مربی فنلاندی
- تیمو لیندستروم (متولد ۱۹۸۶)، دروازه‌بان فنلاندی
- تیمو مایر (متولد ۱۹۹۶)، وینگر سوئیسی
- تیمو نوملین (متولد ۱۹۴۸)، فوتبالیست فنلاندی و بازیکن هاکی روی یخ
- تیمو پارسینن (متولد ۱۹۷۷)، مهاجم فنلاندی
- تیمو پیل مایر (متولد ۱۹۸۹)، دروازه‌بان آلمانی
- تیمو سالو (متولد ۱۹۸۵)، مهاجم فنلاندی
- تیمو سپانن (متولد ۱۹۸۷)، مدافع فنلاندی
- تیمو سوزی (متولد ۱۹۵۹)، بازیکن فنلاندی
- تیمو سوتینن (متولد ۱۹۴۹)، بازیکن فنلاندی
- تیمو تورونن (متولد ۱۹۴۸)، مرکز فنلاند

### ورزش موتوری
- تیمو برنهارد (متولد ۱۹۸۱)، راننده آلمانی مسابقه
- تیمو گلوک (متولد ۱۹۸۲)، راننده آلمانی مسابقه
- تیمو گوتشالک (متولد ۱۹۷۴)، ناوبر آلمانی رالی
- تیمو لینمان (متولد ۱۹۸۵)، راننده مسابقه‌ای آلمانی
- تیمو مکینن (متولد ۱۹۳۸)، راننده فنلاندی رالی
- تیمو رائوتیاینن (متولد ۱۹۶۴)، راننده فنلاندی رالی
- تیمو سالونن (متولد ۱۹۵۱)، راننده فنلاندی رالی
- تیمو شایدر (متولد ۱۹۷۸)، راننده مسابقه‌ای آلمانی

### ورزش های دیگر
- تیمو آلتونن (متولد ۱۹۶۹)، تیرانداز فنلاندی
- تیمو آنتیلا (متولد ۱۹۸۰)، ورزشکار دوگانه فنلاندی
- تیمو آندره باکن (متولد ۱۹۸۹)، اسکی باز نروژی
- تیمو بول (متولد ۱۹۸۱)، بازیکن تنیس روی میز آلمانی
- تیمو آیشفوس (متولد ۱۹۸۸)، بسکتبالیست استونیایی
- تیمو گرونلوند (متولد ۱۹۵۴)، قایقران دوی سرعت فنلاندی
- تیمو هافمن (متولد ۱۹۷۴)، بوکسور آلمانی
- تیمو کارپینن (متولد ۱۹۶۷)، جهت یابی فنلاندی
- تیمو کووسیستو (متولد ۱۹۵۹)، ورزشکار فنلاندی
- تیمو لومه (متولد ۱۹۶۱)، کارمند کمیته بین المللی المپیک فنلاند
- تیمو موراما (۱۹۱۳–۱۹۸۱)، اسکی‌باز ترکیبی نوردیک فنلاندی
- تیمو نیمینن (متولد ۱۹۸۱)، تنیس باز فنلاندی
- تیمو پلتولا (متولد ۱۹۷۲)، جودوکار فنلاندی
- تیمو پرز (متولد ۱۹۷۵)، بازیکن بیسبال جمهوری دومینیکن
- تیمو روزن (متولد ۱۹۹۳)، دوچرخه سوار هلندی
- تیمو سارلاینن (متولد ۱۹۶۰)، بسکتبالیست فنلاندی
- تیمو سیلد (متولد ۱۹۸۸)، جهت یابی استونیایی
- تیمو سیمونلاتسر (متولد ۱۹۸۶)، اسکی باز استونیایی
- تیمو تامما (متولد ۱۹۹۱)، والیبالیست استونیایی
- تیمو تومپوری (متولد ۱۹۶۹)، پرتاب کننده دیسک فنلاندی
- تیمو وس (متولد ۱۹۸۲)، بازیکن آلمانی هاکی روی چمن

## دیگر
- تیمو سارنیو (متولد ۱۹۴۴)، معمار داخلی فنلاندی و طراح مبلمان
- تیم ویلند ، طراح مد آمریکایی که با نام تیمو نیز شناخته می شود

## افرادی با نام مستعار تیمو
- تیم اندرسون (افسر RAF) (متولد ۱۹۵۷)
- فریدهلم کونیتسکا (۱۹۳۸–۲۰۱۲)، مهاجم و مربی فوتبال آلمانی

## شخصیت های خیالی
- تیمو مندز ، از سریال آلمانی Verbotene Liebe

## همچنین ببینید
- تیمو نیسنر (متولد ۱۹۷۱)، بازیگر آلمانی
- ریک تیمو (متولد ۱۹۴۷)، موتورسوار نیوزیلندی
- تیم (نام داده شده)